# Joachim Peiper
Joachim Peiper (Berlín, 30 de enero de 1915-Traves, Francia; 14 de julio de 1976), conocido también como "Jochen" (diminutivo coloquial para Joachim), fue un oficial de campo de las Waffen-SS durante la Segunda Guerra Mundial. Adjunto personal del Reichsführer-SS Heinrich Himmler entre abril de 1938 y agosto de 1941. En 1945 era el coronel jefe de regimiento (Standartenführer) más joven de las Waffen-SS. Fue juzgado por crímenes de guerra por el tribunal militar estadounidense establecido en Dachau en 1946, por hechos ocurridos en Italia y Bélgica. Se le declaró culpable y fue condenado a muerte, aunque la ejecución fue primero suspendida y posteriormente conmutada por pena de cárcel. Liberado en diciembre de 1956, residió en Francia. Murió asesinado en el incendio de su casa de Traves, a consecuencia de un ataque con cócteles Molotov.

## Primeros años
Peiper nació en Berlín el 30 de enero de 1915, en el seno de una familia de clase media procedente de la región de Silesia, en la zona de Polonia reclamada históricamente por Alemania. Su padre había sido oficial del Ejército Imperial Alemán; veterano de la campaña de 1904 en el África Oriental Alemana, donde fue condecorado y sufrió varias heridas en combate además de contraer la malaria, se reincorporó al servicio durante la Primera Guerra Mundial y fue enviado a Turquía, de donde fue relevado del servicio activo por problemas cardíacos ocasionados por dicha enfermedad. Tras la guerra, se unió a los Freikorps y tomó parte activa en los Alzamientos de Silesia.
Joachim tuvo dos hermanos, Hans-Hasso y Horst. Hans-Hasso, el mayor, trató de suicidarse, pero quedó en estado vegetativo; finalmente moriría en un hospital de Berlín, de tuberculosis, en 1942. Joachim cursó una educación académica normal. En 1926 siguió el ejemplo de su otro hermano, Horst, y se apuntó al movimiento Scout; durante dicho periodo empezó a desarrollar un interés por la vida militar.

## Formación militar
Peiper cumplió 18 años el mismo día en que Adolf Hitler era nombrado Canciller de Alemania. Ese mismo año, antes de que fuera declarado obligatorio, se afilió junto a su hermano Horst en las Juventudes Hitlerianas.
Peiper deseaba alistarse en el Reiterregiment 4, una división de caballería del Reichswehr. Para conseguir la experiencia necesaria en la monta, y siguiendo el consejo del amigo de la familia Walter von Reichenau, se alistó en el 7 SS-Reiterstandarte el 12 de octubre de 1933. Promocionado a SS-Mann (equivalente a soldado) el 23 de enero de 1934, con número de las SS 132.496. Ascendido a SS-Sturmmann (cabo segundo), el mismo año, durante el Congreso de Núremberg, llamó la atención de Heinrich Himmler, quien le convenció de que se uniera a las SS-Verfügungstruppe.
En enero de 1935 se unió, con la ayuda del mismo Himmler y de Sepp Dietrich, a un curso iniciado en noviembre del año anterior en un campamento para miembros de las Juventudes Hitlerianas, las SS y las SA, cerca de Jüterbog, al lado de la mayor escuela de artillería y campamento del ejército. Al finalizar el mismo fue ascendido a SS-Unterscharführer (sargento).

### Entrenamiento como oficial
El 24 de abril de 1935 ingresó como alumno de la recientemente creada Escuela de oficiales de las SS en Brunswick, bajo el mando de Paul Hausser. Realizó el juramento de las SS en noviembre de 1935, y siguió en dicha escuela hasta enero de 1936. Durante febrero y marzo de dicho año prosiguió su entrenamiento en el Campo de concentración de Dachau, bajo responsabilidad de la SS-Totenkopfverbände. El 20 de abril fue ascendido a SS-Untersturmführer (subteniente), y trasladado a la 1.ª División SS Leibstandarte SS Adolf Hitler bajo el mando de Sepp Dietrich, unidad en la que permaneció hasta 1938.

### Adjunto de Himmler

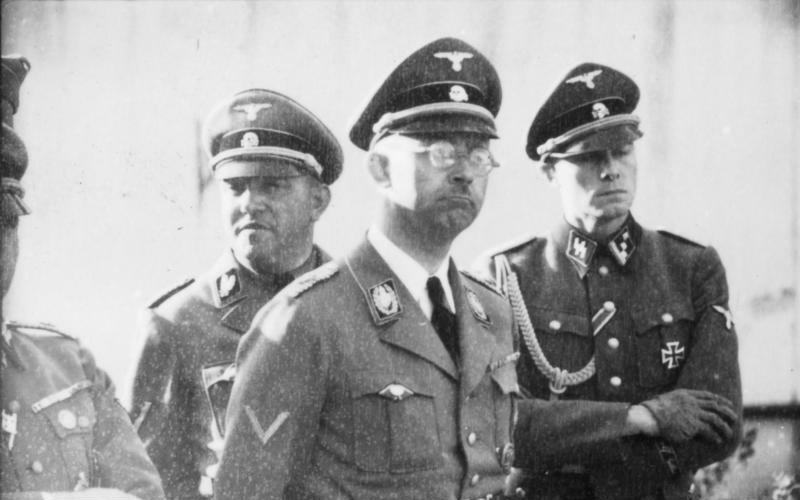
De izquierda a derecha, Dietrich, Himmler y Peiper en Metz, septiembre de 1940

El 4 de julio de 1938 Peiper fue destinado a un puesto administrativo como adjunto de Heinrich Himmler, bajo el mando de Karl Wolff. Peiper trabajó en la oficina personal de Himmler en la SS-Hauptamt, en la Prinz-Albrecht-Straße. Como miembro del personal adjunto al Reichsführer-SS, Peiper mantenía relaciones con muchos altos cargos de las SS. Se convirtió en uno de los adjuntos favoritos de Himmler, llegando a servir como adjunto personal y acompañándole en una visita de estado a Italia.

## Matrimonio
Peiper fue ascendido a Obersturmführer (teniente), en su vigésimo cuarto cumpleaños, y en dicha época conoció a Sigurd "Sigi" Hinrichsen, una secretaria de la oficina personal de Himmler. Sigi era amiga de Hedwig Potthast, amante de Himmler con la que tendría dos hijos. Ambos se casaron el 26 de junio de 1939 y vivieron en Berlín hasta los primeros bombardeos, momento en el que se trasladaron a Rottach-Egern (Alta Baviera), junto a la segunda residencia del propio Himmler, al igual que gran parte de su personal más cercano. Tuvieron tres hijos: Hinrich, Elke y Silke.
En la misma época en que ambos contrajeron matrimonio, el hermano de Joachim, Horst, ingresó en las SS. Participó en la batalla de Francia con la 3.ª División SS Totenkopf y posteriormente fue trasladado a Polonia, donde murió en un accidente tras alcanzar el rango de Hauptsturmführer (capitán).

## Segunda Guerra Mundial

### Campaña de Polonia
Tras la invasión de Polonia iniciada el 1 de septiembre de 1939, Peiper siguió sirviendo como adjunto de Himmler y parte de su séquito a bordo del tren especial con el que el Reichsführer-SS realizaba sus inspecciones. El 20 de septiembre asistió junto a Himmler a la ejecución de 20 polacos en Blomberg, escribiendo posteriormente que dicha experiencia había dejado sin palabras a Himmler durante días. Peiper contó posteriormente a Ernst Schäfer que el propio Hitler había ordenado a Himmler eliminar a la clase intelectual polaca.
Tras la derrota de Polonia, Peiper prosiguió colaborando con Himmler mientras este ponía en marcha planes para el control de la población civil polaca. El 9 de octubre del mismo año, acompañó a Himmler en las celebraciones en el Feldherrnhalle, en Múnich. El 21 de diciembre del mismo año, Himmler y Peiper asistieron a la ejecución mediante gas tóxico de un interno de un sanatorio de Poznań; en interrogatorios tras la guerra, Peiper describió el hecho de una forma fría y desapasionada.

### Campaña de Francia
El 17 de mayo de 1940, Peiper acompañó a Himmler en su seguimiento de las fuerzas de las Waffen-SS durante la batalla de Francia. En Hasselt solicitó su traslado a una unidad de combate, que le fue concedido, pasando a ser jefe de sección en la 11.ª compañía de la 1.ª División SS Leibstandarte SS Adolf Hitler, unidad en la que recibió su bautismo de fuego. En las colinas de Wattenberg capturó una batería de artillería del Ejército Británico, hecho por el que recibió la Cruz de Hierro y un ascenso a Hauptsturmführer (capitán), al mando de una compañía.
Menos de un mes más tarde, volvió a ser destinado como adjunto personal de Himmler, acompañándole el 10 de julio a una reunión con Hitler en el Berghof.

### Junto a Himmler

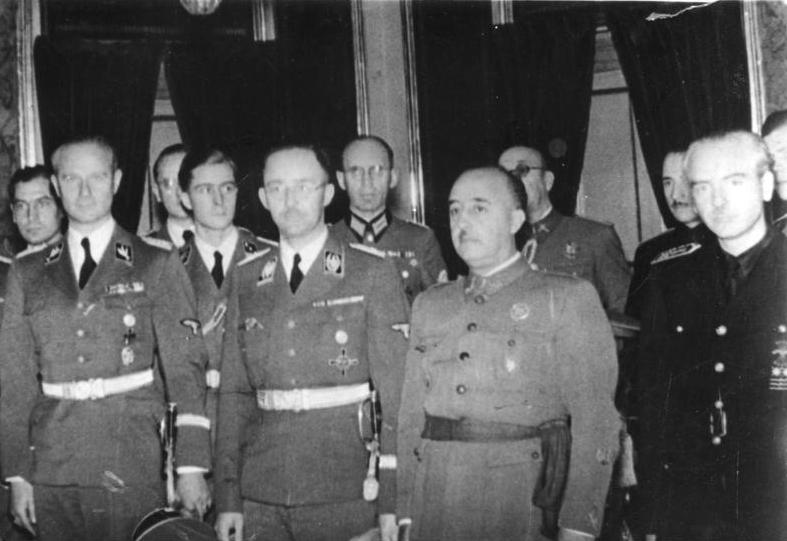
En primera fila, de izquierda a derecha: Karl Wolff, Heinrich Himmler, Francisco Franco y Ramón Serrano Súñer; Peiper aparece en segunda fila, entre Wolff y Himmler. Recepción de Franco a Himmler en España, octubre de 1940.

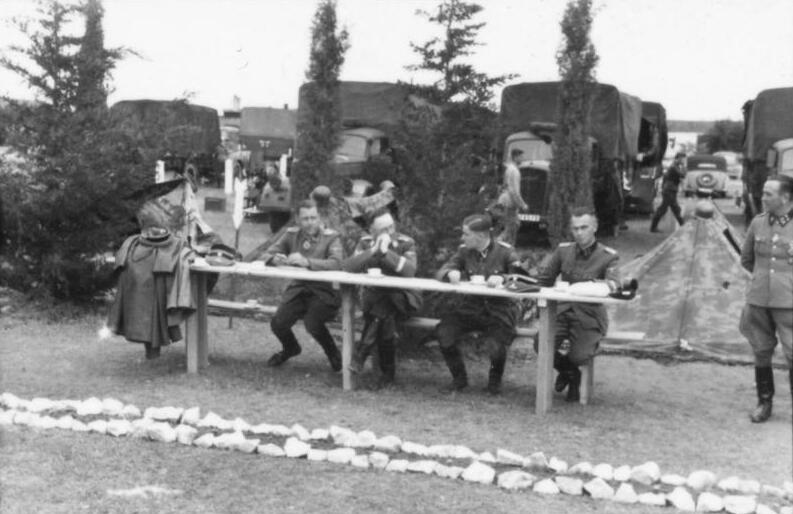
Fritz Witt, Heinrich Himmler y Jochen Peiper con oficiales de la división de la Waffen-SS Leibstandarte Adolf Hitler, Grecia, 1941.

Tras reintegrarse entre el personal de Himmler, Peiper le acompañó a la visita a Madrid realizada en octubre de 1940, en la que la delegación alemana fue recibida por Francisco Franco. El 14 de noviembre del mismo año Peiper es nombrado primer asistente de Himmler. En enero de 1941, le acompañó en sus visitas de inspección a los campos de concentración de Ravensbrück y Dachau. En marzo de 1941, visitó Auschwitz junto con Karl Wolff y Fritz Bracht.
En febrero de 1941, Peiper fue informado por Himmler de los planes de invasión de la Unión Soviética. Himmler realizó un viaje junto con su personal por Noruega, Austria, Polonia, los Balcanes y Grecia, que finalizó con una visita al gueto de Lodz, sobre la que Peiper escribió:

Era una imagen macabra: vimos como la policía judía del gueto, que llevaba gorras sin visera e iban armados con palos de madera, hacía espacio para nosotros de forma desconsiderada. Los ancianos judíos regalaron a Himmler un ramo de flores.

La Operación Barbarroja se inició el 22 de junio de 1941. Los Einsatzgruppen bajo el mando de la Reichssicherheitshauptamt (Oficina Principal de Seguridad del Reich) llevó a cabo una operación de exterminio de los llamados untermensch tras las líneas del frente, liquidando a comunistas, judíos, gitanos y partisanos.
Los deberes de Peiper como primer asistente incluían, entre otros, gestionar y presentar estadísticas a Himmler acerca de los asesinatos en masa producidos por los Einsatzgruppen en el Frente del Este, descritos en informes como "combate contra partisanos y comisarios comunistas".
A finales de verano de 1941, Peiper cedió sus deberes como primer asistente de Himmler a Werner Grothmann. Aparentemente Himmler instigó el traslado de Peiper a una unidad de combate, de acuerdo con especulaciones hechas por Jens Westemeier, al menos en parte para protegerle de los rumores acerca de la muerte de su hermano Horst, incluyendo el que era homosexual. Peiper mantuvo contacto directo con Himmler, el cual en su correspondencia se refería a él como "mi querido Jochen".

### Batalla de Járkov
El 12 de marzo de 1943 será uno de los días clave para Peiper. En pleno apogeo de la tercera batalla de Járkov, desobedeciendo órdenes del mando superior, Peiper realizó uno de sus ataques característicos, rebasando varias poblaciones y, tras una marcha colateral por el este de Járkov, se adueña de los pasos al norte de la capital en el río Lopan, impidiendo la llegada de refuerzos soviéticos a Kiev, la capital ucraniana. Este golpe sería la llave de entrada de Peiper en Járkov, lo que le otorgará la Cruz de Caballero de la Cruz de Hierro.

### Kursk e Italia
Posteriormente, Peiper participó a la ofensiva de Kursk; al final de la cual, las unidades Leibstandarte se retiraron a Italia, donde varios crímenes de guerra enturbian la hoja de servicios de este comandante.
El 20 de noviembre de 1943, tras estar una vez más la división ya instalada en el frente ruso, Peiper está puesto al mando del regimiento panzer de la unidad. Más de 300 vehículos acorazados y carros de combate son puestos bajo sus órdenes.
La división, tras el terrible invierno ruso y teniendo muy poco tiempo para rearmarse tras el escalofriante número de pérdidas, es una sombra de lo que había sido. A pesar de ello, es enviada a colaborar en la defensa de Normandía tras el desembarco aliado del 6 de junio de 1944. Peiper, a mitad de la batalla, es herido por lo que ha de dejar el teatro de operaciones.

### Batalla de las Ardenas

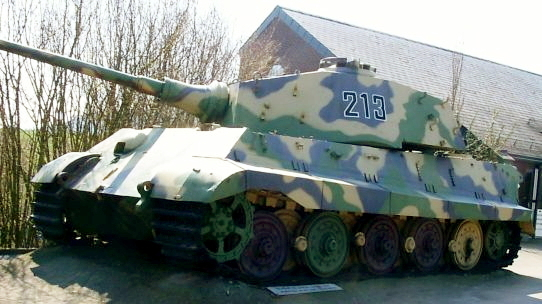
Este carro de combate Tiger II preservado, fue abandonado por la Kampfgruppe Peiper en La Gleize en diciembre de 1944.

Peiper estuvo, junto a su comando Kampfgruppe Peiper (asignado a la 1.ª división SS Panzer) en la Batalla de las Ardenas, donde avanzó al pueblo de La Gleize en Bélgica, desde donde luego rechazado por las fuerzas estadounidenses.
La mayor creencia de éxito del alto mando alemán venía del posible éxito de varias puntas de lanza que habrían de lanzarse contra las desprevenidas formaciones aliadas. Una de ellas era encabezada por el Kampfgruppe Peiper, una amalgama de vehículos semiacorazados y acorazados de la 1 SS división panzer. Del 17 al 21 de diciembre de 1944, el KG realiza penetraciones peligrosas y atrevidas en el campo de batalla, quedando atascada en el valle del río Ambleve; su unidad fue hallada culpable de asesinar prisioneros estadounidenses, en los posteriores juicios celebrados en Nuremberg, tras finalizar la Segunda Guerra Mundial.
Finalmente, y tras romper el cerco al que estaba sometido, regresa a las líneas alemanas, donde le será entregada la cruz de caballero con hojas de roble y espadas por su pericia y valor en combate. En esta retirada, Peiper se vio forzado a abandonar cerca de 100 vehículos, incluyendo 6 unidades Tigre II, para luego hacer su retorno a las divisiones alemanas con 800 hombres a pie.

### Masacre de Malmedy

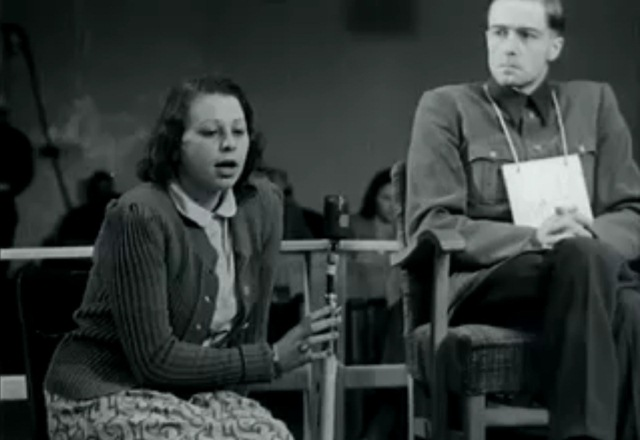
Joachim Peiper con una intérprete durante el proceso de Malmedy en 1946

El 17 de diciembre de 1944, unidades del Kampfgruppe Peiper mataron a 84 prisioneros de guerra estadounidenses en el cruce de Baugnez, cerca de la ciudad de Malmedy, Bélgica. La masacre de Malmedy no fue un acto aislado. Antes de este, en Honsfeld, elementos de su grupo mataron otros prisioneros americanos. Otra matanza de prisioneros estadounidenses fue reportada en el pueblo de Bullange.
En total, el grupo de combate de Peiper en Ardenas se fue responsable de la muerte de 362 prisioneros de guerra y 111 civiles, incluyendo mujeres y niños, aproximadamente.

## Posguerra
Días antes de la rendición alemana en la alta Austria, Peiper ante el río Elba ordena la destrucción de todas las armas de la división y cruzar el río donde la zona militar daba comienzo, para que sus hombres, no cayesen en manos de los soviéticos. Él será capturado por los estadounidenses en su casa un mes más tarde.
Al final de la Segunda Guerra Mundial, Peiper junto a otros miembros de las Waffen-SS son juzgados en Dachau por una corte militar estadounidense por la masacre de Malmedy. Peiper se ofreció a cargar con toda la culpa si la corte dejaba en libertad a sus hombres, lo cual fue negado.
Peiper, al igual que sus hombres, fueron hallados culpables y sentenciados a morir por ahorcamiento. Peiper apeló para que sus hombres fueran fusilados ya que morir en la horca es humillante para un militar, pero dicha petición fue denegada. Sin embargo, la pena les fue conmutada a todos los acusados, entre ellos Peiper, quien tras cumplir una condena de 11 años fue puesto en libertad de la cárcel en la fortaleza de Landsberg el 22 de diciembre de 1956.
En enero de 1957 empezó a trabajar para la industria Porsche en Fráncfort del Meno. Los sindicatos, al tener conocimiento de su pasado criminal nazi, exigieron su despido. Más tarde, trabajó para la industria Volkswagen en Stuttgart, pero allí fue despedido también por haber sido juzgado como criminal de guerra. Con esto se dio cuenta de que no podría permanecer más tiempo en Alemania y se trasladó con su familia a Francia. Durante la ofensiva en 1940 ya se había familiarizado con la región alrededor de Langres Plateau y ya en ese tiempo le gustó como un bonito y tranquilo lugar. Entonces ayudó a un prisionero de guerra francés quien había trabajado en Reutlingen para algunos parientes de Peiper como un condenado a trabajos forzados en un garaje. Pero hubo un trato entre Francia y Alemania, permitiendo la liberación de un prisionero de guerra francés por cada trabajador voluntario que fuera a trabajar a Alemania. Por recomendación de Peiper, este hombre, Gauthier, le fue permitido regresar con su familia. Él no olvidó a Peiper y, cuando éste abandonó Alemania en 1957, fue Gauthier quien le ayudó a él y le vendió el molino de Traves. Este edificio estaba en malas condiciones y Peiper no tenía los medios financieros necesarios para restaurar el molino. El ex SS Obersturmbannführer Erwin Ketelhut más tarde se instaló en el molino y en 1960 Peiper hizo construir una casa en Spannplate, en lo alto del banco del Saone, oculta por arbustos, para no ser vista desde las calles sino como una fortificación militar. Él vivió allí —a pesar de las amenazas y llamadas de teléfono anónimas— pacíficamente durante 16 años.

### Muerte
Tras 16 años en Francia, en 1976 el periódico L'Humanité y otros medios exigieron que dejara el país donde había cometido algunas de sus masacres. Pero Peiper permaneció en Traves (aunque envió a su familia a Alemania). Durante la noche del 13 al 14 de julio (festividad nacional en Francia por la toma de la Bastilla) su casa fue atacada. Entre las ruinas, se encontró un cadáver carbonizado (supuestamente el suyo, aunque no pudo demostrarse su identidad) junto a un rifle de calibre 22 y una pistola. Los autores no fueron identificados. Al día siguiente después de la muerte de Peiper un grupo que se hacia llamar "Los Vengadores" se autoadjudico el asesinato de Peiper en una llamada telefónica a las oficinas del periódico L'Aurore.

### Condecoraciones
- Cruz de Hierro 2.ª Clase 1939 (Eisernes Kreuz 1939, II Klasse) – 31 de mayo de 1940
- Cruz de Hierro 1.ª Clase 1939 (Eisernes Kreuz 1939 I Klasse) – 1 de julio de 1940
- Cruz de Caballero de la Cruz de Hierro (Ritterkreuz des Eisernen Kreuzes) – 9 de marzo de 1943
- Hojas de Robles para la RK (Ritterkreuz des Eisernen Kreuzes mit Eichenlaub) – 27 de enero de 1944
- Espadas para la RK (Ritterkreuz des Eisernen Kreuzes mit Eichenlaub und Schwerten) – 11 de enero de 1945
- Cruz alemana en oro (Deutsches Kreuz in Gold) – 6 de mayo de 1943
- Placa de destrucción de tanques (Panzervernichtungsabzeichen in Silber) – 24 de julio de 1943
- Placa de combates cercanos en plata (Nahkampfspange in Silber)
- Puño de manga “Adolf Hitler” de la 1. SS - LSSAH (Ärmelband 1. SS-Panzer-Division "Leibstandarte SS Adolf Hitler")
- Placa de Tanque de Guerra sin número (Panzerkampfabzeichen ohne zahlen)
- Placa de Tanque de Guerra 2.º grado con N.º  25 (Panzerkampfabzeichen 2. Stufe mit der Nummer “25”)